# Tésa
Tésa là một thị trấn thuộc hạt Pest, Hungary. Thị trấn này có diện tích 4,38 km², dân số năm 2010 là 80 người, mật độ 18 người/km².